# Grūtasparken

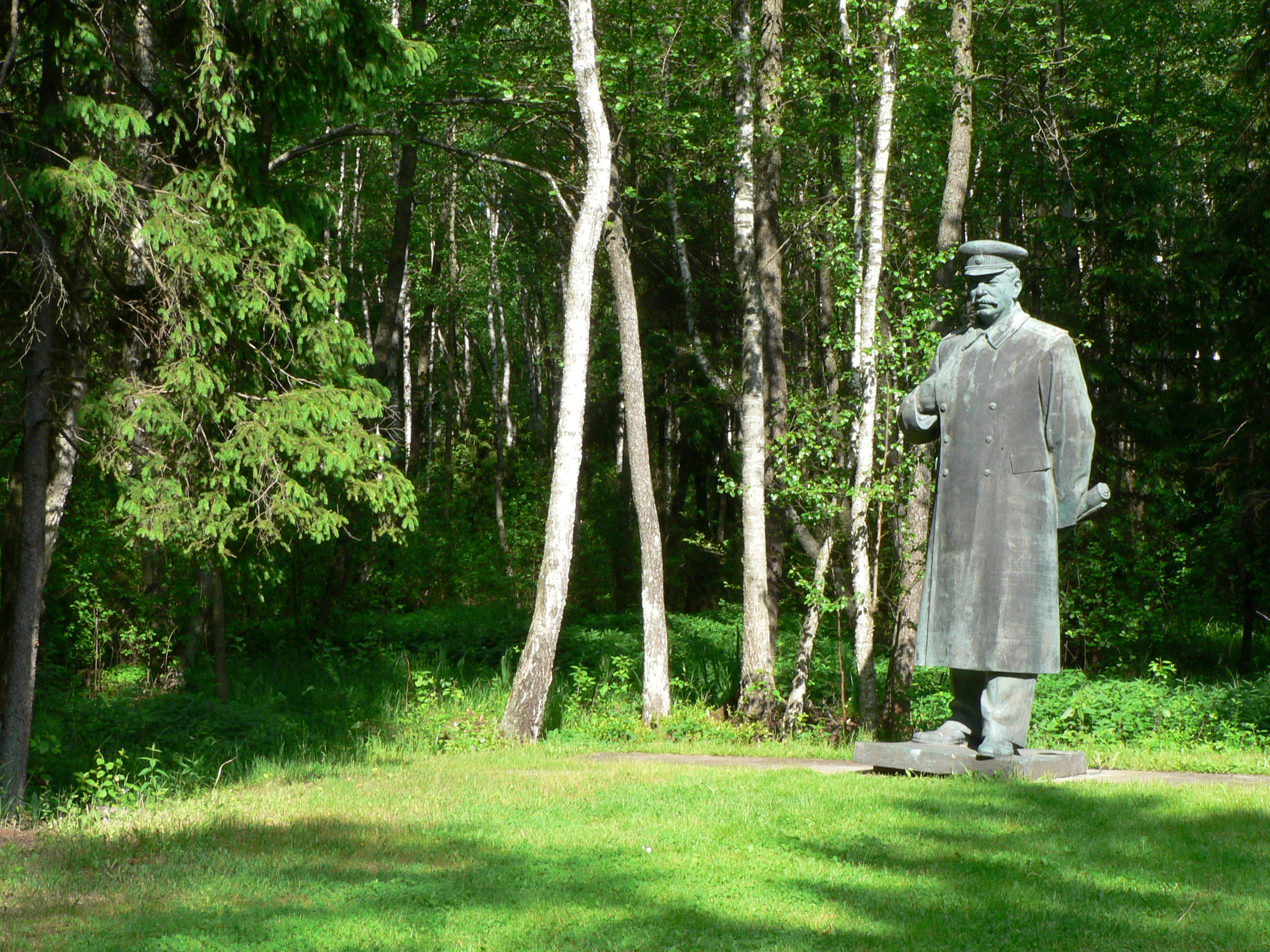
En staty i Grūtasparken föreställande Josef Stalin. Statyn stod ursprungligen i Vilnius.

Grūtasparken (inofficiellt känt som Stalin's World, litauiska Grūto parkas) är en skulpturpark med statyer och andra Sovjet-ideologiska föremål från tiden för Litauiska SSR. Parken grundades 2001 av entreprenören Viliumas Malinauskas och ligger nära Druskininkai, ca 130 km sydväst om Vilnius i Litauen. I parken finns 86 statyer av 46 olika skulptörer.

## Historik
Efter att Litauen återfått sin självständighet 1990 togs sovjetiska statyer ner. Malinauskas begärde att de litauiska myndigheterna skulle ge honom äganderätt till skulpturerna så att han kunde bygga ett privatfinansierat museum. Denna Sovjet-temapark skapades i våtmarken Dzūkijas nationalpark. I temaparken finns flera återskapade miljöer från sovjetiska Gulag-fångläger: trästigar, vakttorn och taggtrådsstängsel. 
Uppförandet stötte på kraftigt motstånd och dess existens är fortfarande kontroversiell. Några idéer, ursprungligen tänkta att vara en del av parken, blev aldrig tillåtna, till exempel att transportera besökarna med ett tåg i Gulag-stil. Grūtasparken och dess grundare Malinauskas tilldelades 2001 Ig Nobelpriset (fredspriset). Sedan januari 2007 har parken varit i konflikt med den litauiska myndigheten för upphovsrättsskydd. Denna kräver att sju litauiska konstnärer, som skapat vissa av skulpturerna, skall få royalties.
I parken finns lekplatser, ett mini-zoo och kaféer som alla innehåller föremål från Sovjettiden. Vid speciella tillfällen iscensätter även skådespelare olika festivaler från Sovjettiden.